# دهستان کابجیسا
دهستان کابجیسا (به لاتین: Kabjisa Gewog) یک دهستان در کشور بوتان است که در ناحیهٔ پوناخا واقع شده‌است.